# Netty van Gent-de Ridder
Johanna Josephina (Netty) van Gent-de Ridder (Rotterdam, 10 juni 1917 – 's-Gravenhage, 16 oktober 1984) was een Nederlands politicus voor de KVP.

## Leven en werk
Van Gent was een dochter van koopman Frans de Ridder en Elisabeth Maria de Goede. Ze trouwde met Theodorus Everardus van Gent.
Van Gent was werkzaam als secretaresse. In 1971 stelde ze zich verkiesbaar voor de Kamerverkiezingen. Zes jaar later volgde ze Nico Vugts, die aftrad wegens gezondheidsredenen, op als lid van de Eerste Kamer der Staten-Generaal. Kandidaten die hoger op de lijst stonden, hadden bedankt voor de eer. Nadat het kabinet-Den Uyl viel, bleef ze aan tot de aanstelling van het nieuwe kabinet. Ze had daardoor slechts zitting van 15 februari 1977 tot 20 september 1977.